# Ytterøy (Schiff)
Die Ytterøy ist eine Doppelendfähre der norwegischen Reederei FosenNamsos Sjø.

## Geschichte
Das Schiff wurde 2015 unter der Baunummer 24 auf der türkischen Werft Sefine Shipyard gebaut. Die Fähre ist die einzige des vom norwegischen Schiffsarchitekturbüro LMG Marin entworfenen Typs LMG 38-DE.
Die am 27. August 2015 abgelieferte Fähre verkehrt über den Trondheimfjord zwischen Levanger und Hokstad auf der namensgebenden Insel Ytterøy.

## Technische Daten
Das Schiff wird von zwei Scania-Dieselmotoren des Typs DI16 mit jeweils 440 kW Leistung angetrieben, die auf zwei Schottel-Propellergondeln wirken. Für die Stromerzeugung stehen zwei von John-Deere-Dieselmotoren mit jeweils 150 kW Leistung angetriebene Generatoren zur Verfügung. Außerdem wurde ein von einem John-Deere-Dieselmotor mit 50 kW Leistung angetriebener Notgenerator verbaut.
Die Fähre verfügt über ein durchlaufendes Fahrzeugdeck. Dieses ist im mittleren Bereich von den Decksaufbauten überbaut. Die nutzbare Durchfahrtshöhe auf dem Fahrzeugdeck beträgt 4,5 m, die maximale Achslast 13 t. Auf den beiden seitlichen Fahrspuren ist die Durchfahrtshöhe beschränkt; hier reichen Teile der Decksaufbauten in das Fahrzeugdeck hinein.
Oberhalb des Fahrzeugdecks befindet sich ein Deck mit Räumen für die Passagiere. Darüber ist mittig das Steuerhaus aufgesetzt.